# Michele Profeta
Michele Profeta (Palermo, 3 ottobre 1947 – Milano, 16 luglio 2004) è stato un serial killer italiano, conosciuto come "serial killer di Padova" o addirittura come "Mostro di Padova". Era soprannominato "il Professore" per via del suo aspetto distinto.

## Biografia
Originario di Palermo, si era trasferito al Nord negli anni novanta e lavorava in una società di servizi finanziari. Divideva la sua esistenza tra l'abitazione di Adria, dove risiedeva con la moglie Concetta Mordino e due dei suoi figli (ne aveva altri due da un precedente matrimonio), e quella di Mestre, condivisa con la compagna Antonia Gemmati. Ad entrambe aveva taciuto l'esistenza di una seconda relazione.
In seguito alla contrazione di diversi debiti dovuti forse alla passione per il gioco d'azzardo, in preda ad un probabile delirio di onnipotenza, il 10 gennaio 2001 scrisse alla Questura di Milano che avrebbe commesso omicidi a caso qualora gli fossero stati negati i 12 miliardi di lire che richiedeva.

### Gli omicidi
Il 29 gennaio 2001 venne ritrovato a Padova un taxi fermo con a bordo il cadavere del proprietario, Pierpaolo Lissandron, ucciso da un colpo alla nuca con una pistola Iver Johnson calibro .32. Subito si pensò ad una rapina finita male, ma l'ipotesi venne smentita il 1º febbraio, quando alla questura di Milano arrivò una lettera in cui il serial killer rivendicava l'omicidio del tassista.
L'11 febbraio, all'interno di un appartamento, fu scoperto il cadavere dell'agente immobiliare Walter Boscolo, anche questo freddato con un proiettile alla nuca. Sul posto vennero trovate due carte da gioco e una lettera scritta col normografo dal serial killer, nella quale si chiedeva di contattare il questore di Milano. Le indagini stabiliranno che quella mattina Boscolo aveva un appuntamento con un tale "signor Pertini".

### L'arresto
Il 18 gennaio, con lo stesso falso nome, aveva avuto un appuntamento con un altro agente immobiliare, il quale riconobbe il volto del "signor Pertini" nella foto segnaletica di Michele Profeta. Si arrivò al suo nome perché aveva utilizzato la stessa scheda telefonica per telefonare all'agenzia immobiliare di Boscolo e ai conoscenti, tra cui la convivente. La sera del 16 febbraio 2001 venne arrestato a Padova mentre rincasava con la sua Škoda Felicia dopo un colloquio di lavoro: nella perquisizione in automobile vennero trovati una carta da gioco (un re di fiori), il normografo con cui aveva composto le precedenti lettere rinvenute dagli inquirenti e una pistola.

### Le condanne
Nel 2002 la Corte di Assise di Padova lo condannò all'ergastolo per gli omicidi di Pierpaolo Lissandron e Walter Boscolo, avvenuti a distanza di 12 giorni, rispettivamente il 29 gennaio ed il 10 febbraio del 2001. Scontò la pena inizialmente nel carcere di Padova ma dopo il tentativo di evasione messo in atto nel luglio 2001, venne trasferito nel penitenziario di Voghera, in provincia di Pavia.

### La morte
Cardiopatico, il 16 luglio 2004 morì a Milano, stroncato da un infarto nella sala degli avvocati del carcere di San Vittore, mentre sosteneva il suo primo esame universitario in Storia della filosofia per l'Università degli Studi di Milano. Il Professor Davide Bigalli, che aveva assistito alla scena, raccontò: 

## Influenze nella cultura di massa
Michele Profeta viene citato nel singolo Killer Star di Immanuel Casto.
Dei suoi omicidi si parla in una puntata della serie RAI Commissari - Sulle tracce del male.